# Буровий дегазатор

Дегазатор буровий.

Дегазатор буровий (рос. дегазатор буровой; англ. drilling mud degasser, mud-gas separator; нім. Spülungsentgaser, Degaser) — установка для дегазації бурових розчинів з метою відновлення їх густини. Розрізняють вакуумні (циклічні чи безперервної дії), відцентрово-вакуумні й атмосферні дегазатори бурові.
Буровий дегазатор належить до циркуляційної системи бурового розчину. На поверхні буровий розчин проходить через лінію повернення — бункер-осаджувач, трубу, яка веде до дегазатора (за необхідністю), потім — до вібраційного сита і осаджувальної центрифуги.
Буровий дегазатор повинен обробляти максимально можливий потік газу, який може виникнути.